# Le Kangourou de Mickey
Pour plus de détails, voir Fiche technique et Distribution.
Le Kangourou de Mickey ou Mickey Kangourou en Belgique  (Mickey's Kangaroo) est un dessin animé de Mickey Mouse produit par Walt Disney pour United Artists et sorti le 13 avril 1935.

## Synopsis
Mickey reçoit une énorme caisse en provenance d'Australie. Elle contient un kangourou.

## Fiche technique
- Titre original : Mickey's Kangaroo
- Titre français : Le Kangourou de Mickey
- Série : Mickey Mouse
- Réalisateur : David Hand
- Voix : Walt Disney (Mickey)
- Producteur : Walt Disney, John Sutherland
- Distributeur : United Artists
- Date de sortie : 13 avril 1935[1]
- Format d'image : Noir et blanc
- Musique : Bert Lewis
- Son : Mono
- Durée : 9 min
- Langue : (en)
- Pays :  États-Unis